# Enzo Scifo
Vincenzo "Enzo" Daniele Scifo (La Louvière, 19 februari 1966) is een voormalig Italo-Belgische voetbalcoach en voetballer die gold als een van de beste Belgische spelers in de jaren 80 en 90. Scifo was een aanvallende middenvelder. 

## Spelerscarrière

### Jeugd
Enzo Scifo werd op 19 februari 1966 geboren als de zoon van Siciliaanse immigranten. Zijn ouders waren afkomstig van Aragona. De jonge Enzo groeide op in het Henegouwse Haine-Saint-Paul en begon zoals veel kinderen in die periode als straatvoetballer. Hij en zijn broer Pino speelden regelmatig voetbal in de Rue des Alouettes. Toen hij zich op 7-jarige leeftijd wilde inschrijven bij het plaatselijke RAA Louviéroise, kreeg zijn vader Agostino te horen dat een speler minstens 8 jaar oud moest zijn. Uiteindelijk besloot zijn vader in overleg met het bestuur om zijn geboortedatum aan te passen. Toen Scifo een jaar later wel de vereiste leeftijd had, werd zijn geboortedatum opnieuw aangepast en kreeg de club een boete. Als kind droeg Scifo enkel de Italiaanse nationaliteit. Sporadisch werd hij door leeftijdsgenootjes geplaagd om zijn afkomst. Later verklaarde hij dat zijn sportieve successen zijn integratie vergemakkelijkt hebben.
Door zijn uitstekende techniek en neus voor doelpunten kreeg Scifo in zijn jeugd de bijnaam Le Petit Pelé du Tivoli, oftewel de kleine Pelé van het Tivoli (het stadion van La Louvière). Tal van Belgische topclubs toonden dan ook interesse in de jonge middenvelder. Standard Luik wilde hem graag aantrekken en hoewel Scifo in Luik bij zijn grootvader kon logeren, zag zijn moeder hem niet graag naar De Vurige Stede verhuizen. Nadien lichtte Jef Jurion, gewezen speler van RSC Anderlecht en in 1975/76 trainer van La Louvière, zijn oud-ploegmaat Pierre Hanon in. Hanon, toen jeugdtrainer van Anderlecht, ging Scifo twee keer scouten in dienst van de Brusselaars. Voor een som van 1,2 miljoen BEF (zo'n €30.000) gingen de ouders van Scifo akkoord met een transfer. Aanvankelijk werd hij bij een Brusselse familie ondergebracht, maar wegens heimwee keerde hij al snel huiswaarts. Vanaf dan werd hij door zijn vader Agostino, die inmiddels gedeeltelijk invalide was door een werkongeval, naar de trainingen gebracht. Scifo werkte bij de jeugd samen met trainers Pierre Hanon, Paul Van Himst en Philippe Van Wilder en maakte deel uit van een getalenteerde spelersgroep die bestond uit onder meer Stéphane Demol, Georges Grün, Jean Kindermans en Jean-Claude Bouvy.

### RSC Anderlecht
Op 25 september 1982 volgde Van Himst de Joegoslaaf Tomislav Ivić op als trainer van het eerste elftal. De viervoudige winnaar van de Gouden Schoen had Scifo nog persoonlijk onder zijn hoede gehad bij de jeugd en haalde hem in de zomer van 1983 bij het eerste elftal. Zijn officieus debuut maakte Scifo in een galawedstrijd tegen het FC Barcelona van stervoetballer Diego Maradona. Op 16 augustus 1983, de eerste speeldag van het seizoen 1983/84, maakte de aanvallend ingestelde middenvelder tegen Beerschot VAV zijn officieel debuut. Hij mocht in de wedstrijd invallen voor rechtermiddenvelder Per Frimann. Anderlecht verloor het duel met 2-1. Een maand later maakte hij tegen Bryne FK ook zijn Europees debuut. Op 16 december, het laatste duel voor de winterstop, scoorde hij tegen Waterschei SV Thor zijn eerste competitiedoelpunt. Na de winterstop ontbolsterde de 17-jarige Italiaan volledig en werd hij een vaste waarde onder Van Himst. Doordat hij in die dagen regelmatig zijn talent toonde in de UEFA Cup oogstte Scifo ook internationale lof. Op 25 april 1984 speelde hij met Anderlecht in de halve finale van de UEFA Cup tegen Nottingham Forest. De Engelse club had de heenwedstrijd met 2-0 gewonnen, maar verloor in de terugwedstrijd met 3-0. Scifo opende in dat duel de score met een mooi afstandsschot waarmee hij doelman Hans van Breukelen in de korte hoek verraste. Anderlecht bereikte de finale waarin het met Tottenham Hotspur opnieuw tegenover een Engelse club stond. Scifo speelde in zowel de heen- als de terugwedstrijd de volle 90 minuten. Beide duels eindigden op 1-1, waarna er uiteindelijk strafschoppen kwamen. Scifo zette de derde paars-witte strafschop om. Anderlecht verloor de penaltyreeks met 4-3.
Scifo, die er ooit van droomde om voor de nationale ploeg van Italië uit te komen, kreeg in de jaren 80 veel aanbiedingen uit het land van zijn ouders. Zo bood op een gegeven moment Juventus hem een contract aan. Maar toen bleek dat de Italiaanse club hem meteen wilde uitlenen aan het meer bescheiden Atalanta Bergamo besloot Scifo om in België te blijven.
In het seizoen 1984/85 werd de 18-jarige Scifo, inmiddels al genaturaliseerd tot Belg (hij kreeg het privilege om zijn legerdienst slechts symbolisch te moeten doen), met zijn uitstekende techniek en verzorgd uiterlijk de absolute ster van het Belgische voetbal. Een van zijn hoogtepunten beleefde hij op 7 november 1984. Anderlecht nam het toen in de UEFA Cup op tegen Fiorentina. De Italiaanse club, die onder meer over de Braziliaanse stervoetballer Sócrates beschikte, werd helemaal zoek getikt door Scifo. Anderlecht won met 6-2, Scifo zelf scoorde het laatste doelpunt. Een ronde later werd Anderlecht uitgeschakeld door latere winnaar Real Madrid. Scifo's prestaties in binnen- en buitenland werden in januari 1985 beloond met de Gouden Schoen. Enkele maanden later sleepte hij ook zijn eerste landstitel binnen.
Vanaf dan kende de carrière van Scifo een kleine terugval. Hij kreeg steeds vaker kritiek van ploegmaats omdat zijn speelstijl het spel vertraagde, hij te vaak de bal opeiste en te weinig resultaat opleverde. Door zijn verliefdheid op de bal en Italiaanse ijdelheid kreeg hij de reputatie een prima donna te zijn. Hoewel Anderlecht met spelers als Juan Lozano over gelijkaardige voetballers beschikte, waren het vooral Scifo's prestaties die voor wrijving zorgden binnen de spelersgroep. Scifo, die in 1986 en 1987 telkens kampioen werd met Anderlecht, zocht al snel andere oorden op.

### Internazionale
Op 23 maart 1987 tekende de inmiddels 21-jarige Scifo een contract bij Internazionale, destijds voor een recordbedrag van (omgerekend) 8,6 miljoen Euro. Hij was na Ludo Coeck de tweede Belg in de geschiedenis van de Milanese club. Maar Scifo kon nooit aarden in het team van trainer Giovanni Trapattoni. Hij haalde er nooit zijn oude niveau en kreeg het bijgevolg hard te verduren in de Italiaanse pers. Zijn transfer werd beschouwd als een grote teleurstelling. Het bestuur besloot voor het volgende seizoen in te zetten op de Duitse toppers Lothar Matthäus en Andreas Brehme en liet Scifo weten dat het niet meer op hem rekende. In 1988 leende de club hem voor een jaar uit.

### Bordeaux
Scifo belandde bij het Girondins de Bordeaux van trainer Aimé Jacquet. De middenvelder, die bij de Franse club een ploegmaat werd van onder meer Jesper Olsen, Éric Cantona en Jean Tigana, begon uitstekend aan het seizoen 1988/89. Maar daarna kende hij opnieuw een terugval. Een knieblessure en een conflict met coach Jacquet zorgden ervoor dat Scifo op een gegeven moment zelfs bij de invallers belandde. In februari 1989 werd Jacquet aan de deur gezet en opgevolgd door interim-trainer Didier Couécou. De Franse vicekampioen sloot het seizoen uiteindelijk teleurstellend af als dertiende. Hoewel landgenoot Raymond Goethals na het seizoen als nieuwe trainer werd aangetrokken, besloot de Italiaanse Belg de club te verlaten. Hij noemde zijn doortocht bij Bordeaux later de grootste teleurstelling uit zijn loopbaan.

### Auxerre
Scifo, die even flirtte met een terugkeer naar het Astridpark, werd uiteindelijk door Guy Roux overtuigd om in Frankrijk te blijven. De ervaren trainer die als sinds 1961 aan het roer stond bij AJ Auxerre was in tegenstelling tot Inter en Bordeaux wel bereid om een team rond de Belgische middenvelder te bouwen. Scifo, die ook aanvoerder was, vond zijn oude niveau terug en werd als het aanvallende gedeelte van de driehoek op het middenveld een uitblinker bij Auxerre. In het seizoen 1989/90 leidde hij zijn team naar de kwartfinale van de UEFA Cup. Een jaar later werd Auxerre derde in de competitie, terwijl Scifo met 14 doelpunten op dezelfde plaats eindigde in de topschutterslijst. Zijn prestaties leverden hem in eigen land de trofee voor Profvoetballer van het Jaar op. Hij werd de eerste laureaat uit een buitenlandse competitie.

### Torino
In 1991 keerde de middenvelder terug naar de Serie A. Hij waagde zich bij het Torino van coach Emiliano Mondonico aan een tweede kans in zijn geliefkoosde Italië. Torino, dat in de zomer van 1991 onder meer Dino Baggio, Müller en Haris Škoro zag vertrekken, hoopte met de transfer van Scifo het verlies van die sterkhouders op te vangen. Scifo nam met Torino sportieve wraak voor zijn minder succesvolle periode bij Inter. In zijn eerste seizoen loodste hij de Italiaanse club naar een knappe derde plaats, ver boven Inter. In de UEFA Cup bereikte Torino dat jaar ook de finale. De Italianen schakelden onder meer het Portugese Boavista en het Griekse AEK Athene uit alvorens het in de halve finale op te nemen tegen Real Madrid. Met spelers als Emilio Butragueño, Gheorghe Hagi en Luis Enrique waren de Koninklijken favoriet voor de eindzege. Maar Torino won thuis met 2-0 en zette zo de 2-1 nederlaag uit de heenwedstrijd recht. In de finale speelden Scifo en zijn ploegmaats twee keer gelijk tegen Ajax. Doordat de Amsterdammers twee keer op verplaatsing scoorden, mochten zij de beker in ontvangst nemen.
In het volgende seizoen zakte Torino weg. De Italianen werden in de Serie A negende, maar wisten wel de Coppa Italia te winnen. In de heenwedstrijd van de bekerfinale won Scifo's team met 3-0 van favoriet AS Roma. De Romeinen wonnen de terugwedstrijd overtuigend met 5-2, maar dat was onvoldoende om de eerdere nederlaag recht te zetten. Torino mocht zijn vijfde en tot op heden laatste beker in ontvangst nemen. Scifo behoorde in 1993 ook tot de 40 genomineerden voor de Ballon d'Or.

### AS Monaco
De 27-jarige Scifo keerde in 1993 terug naar Frankrijk. Hij tekende een contract voor 5 jaar bij het AS Monaco van trainer Arsène Wenger en werd er een ploegmaat van onder meer Emmanuel Petit, Lilian Thuram, Youri Djorkaeff, Claude Puel en Jürgen Klinsmann. In zijn eerste seizoen mocht Scifo met Monaco aantreden in de UEFA Champions League, als vervanger van het door een omkoopschandaal uitgesloten Olympique Marseille. Monaco schakelde in de voorrondes van het kampioenenbal Steaua Boekarest en AEK Athene uit en belandde in Groep A, samen met FC Barcelona, Galatasaray en Spartak Moskou. Scifo scoorde twee keer in de groepsfase, telkens tegen Galatasaray. Monaco eindigde als tweede achter Barcelona en plaatste zich zo voor de halve finale tegen AC Milan. Dat duel verloor de Franse club met 3-0.
Het seizoen 1994/95 verliep wisselvalliger voor de Monegasken. Wenger vertrok naar Japan en de club vond geen geschikte opvolger. Met Jean Petit, Jean-Luc Ettori en Gérard Banide passeerden dat jaar drie trainers de revue. Scifo zelf kwam door een blessure aan de enkel amper aan spelen toe. Hij werd tijdens het seizoen verscheidene keren geopereerd door sportdokter Marc Martens. Toen hij op het einde van het seizoen terugkeerde, viel met de Braziliaanse aanvaller Sonny Anderson een andere sterkhouder uit. Uiteindelijk wist Monaco pas in het slot van de competitie een Europees ticket te bemachtigen.
Het volgende seizoen werd Scifo niet geteisterd door blessures. Hij keerde terug in het team, dat inmiddels geleid werd door zijn oud-ploegmaat Jean Tigana. De gewezen Franse international trok in de zomer van 1995 onder meer Fabien Barthez, David Trezeguet en Basile Boli aan. In Europa rendeerden de nieuwe versterkingen niet meteen. Monaco werd al in de eerste ronde van de UEFA Cup uitgeschakeld door Leeds United. In de Ligue 1 kende de dwergstaat meer succes. Scifo, die eind 1995 even gelinkt werd aan een terugkeer naar Anderlecht, werd dat seizoen derde met Monaco.
In zijn voorlaatste contractjaar bereikte Monaco de halve finale van de UEFA Cup. Daarin nam de Franse club het op tegen zijn ex-club Inter. In de heenwedstrijd mocht hij aan de rust en bij een 3-0-achterstand invallen. Het duel eindigde uiteindelijk op 3-1 in het voordeel van de Italianen. In de terugwedstrijd, die Monaco met 1-0 won, stond hij wel aan de aftrap. Scifo moest in het seizoen 1996/97 regelmatig plaats maken voor spelverdeler Ali Benarbia. Hoewel Monaco in 1997 met een ruime voorsprong op Paris Saint-Germain kampioen werd, besloot Scifo zijn contract niet uit te doen.

### Terug naar Anderlecht
Begin mei 1997 tekende Scifo een contract voor drie seizoenen bij Anderlecht, dat op dat ogenblik in zowel sportieve als financiële moeilijkheden verkeerde. Op zijn aanraden haalde het bestuur ook zijn Deense ploegmaat Dan Petersen weg in Monaco. Anderlecht hoopte beide spelers al in de bekerfinale van 1 juni 1997 in te schakelen, tot grote ergernis van enkele ploegmaats en tegenstander Germinal Ekeren. Maar zover kwam het uiteindelijk niet: Scifo noch Petersen kwam in de finale tegen Germinal Ekeren in actie. Paars-wit verloor de finale na verlengingen met 4-2.
De 31-jarige Scifo moest op het middenveld voor ervaring zorgen. Hij moest samen met aanvoerder Pär Zetterberg het team dragen, maar onder nieuwe trainer René Vandereycken draaide dat anders uit. Scifo en Zetterberg functioneerden onvoldoende aan elkaars zijde, met als gevolg dat het elftal niet draaide. Enkele weken nadien probeerde Scifo's oud-ploegmaat Vandereycken dat probleem op te lossen door hem verrassend uit te spelen als libero. Met succes weliswaar, Anderlecht won die wedstrijd met 5-0 van KSC Lokeren. Enkele dagen later mocht hij ook als libero starten in een Europese wedstrijd tegen SV Salzburg. Ditmaal won paars-wit met 4-2, waardoor het zich plaatste voor de 1/16e finale van de UEFA Cup. Nadien keerde Scifo, die niet opgezet was met de positiewissel, terug naar het middenveld en werd Suad Katana als libero opgevoerd. In november 1997 werd Vandereycken aan de deur gezet en werd Arie Haan teruggehaald. Scifo, die Haan nog kende van zijn vorige periode bij Anderlecht, werd door de Nederlander zowel op de rechterflank als centraal gepositioneerd. Maar ook Haan vond amper tot geen evenwicht met Zetterberg én Scifo in zijn team. De Italiaanse Belg kon zich immers niet vinden in de rol van waterdrager. Anderlecht kende een woelig seizoen en eindigde uiteindelijk als vierde.
In het seizoen 1998/99 kon Haan niet voor de grote ommekeer zorgen. Scifo, die zijn rol in het elftal als ondankbaar had omschreven, en Zetterberg bleven voor problemen zorgen die de Nederlandse trainer niet kon oplossen. Sterker nog, ook Haan gaf op een geven moment toe dat beide spelers niet complementair waren. Anderlecht begon dramatisch aan het seizoen en stond na een 6-0 nederlaag tegen KVC Westerlo zelfs allerlaatste in het klassement. Haan werd in september 1998 ontslagen en vervangen door assistent-trainer Jean Dockx. Die kreeg, mede door een blessure van Zetterberg, wel evenwicht in het elftal. Anderlecht knokte zich terug naar de top en sloot het seizoen af met klinkende overwinningen tegen onder meer Racing Genk (2-5), KAA Gent (4-0) en Standard (0-6). Paars-wit eindigde als derde op slechts enkele punten van kampioen Genk.
Het begin van het seizoen 1999/00 miste Scifo door een schouderblessure, die hem later ook een klaplong bezorgde. Pas in november 1999 keerde hij terug in het team. Maar Scifo leek niet meteen zijn oude niveau te halen. Bovendien werd in de media opnieuw het probleem Zetterberg-Scifo bovengehaald. Toen Scifo in de winterstop met manager Michel Verschueren over een contractverlenging onderhandelde, kreeg hij geen garantie te mogen blijven. Scifo, die nog voor twee jaar wilde bijtekenen, was teleurgesteld in het gebrek aan vertrouwen en leek even op weg naar concurrent Standard. Er werd onderhandeld met de Rouches, tot ook Sporting Charleroi interesse toonde. De Henegouwers boden Scifo een tweejarig contract aan als speler en na zijn carrière een functie als voorzitter. Scifo ging akkoord, maar weigerde te tekenen zolang Charleroi niet zeker was van het behoud. Scifo sloot het seizoen dus af bij Anderlecht, met wie hij voor de vierde keer in zijn carrière kampioen werd.

### Charleroi
Scifo greep in de zomer van 2000 samen met een groep vertrouwelingen de macht bij Sporting Charleroi. Pol Massart, een raadgever van Scifo, werd tijdelijk als voorzitter aangesteld terwijl de gewezen Gouden Schoen zich vooral focuste op het sportief beleid. Charleroi verkeerde in financiële moeilijkheden en werd in juli 2000 voor 80% overgenomen door Abbas Bayat, eigenaar van waterproducent Chaudfontaine.
De inmiddels 34-jarige Scifo begon als spelverdeler, aanvoerder, sportief directeur én vicevoorzitter van Charleroi aan het nieuwe seizoen. De trainingen werden aanvankelijk geleid door Manu Ferrera. De Zebra's begonnen goed aan de competitie met drie opeenvolgende zeges, maar zagen Scifo wel uitvallen met een ribblessure. Zo miste hij op de vierde speeldag de topper tegen Anderlecht. Scifo volgde de partij van op de bank en zag hoe zijn ex-club met 7-2 won. Toen de prestaties erop achteruit gingen werd Ferrera in november 2000 ontslagen. Scifo nam zijn taken tot het einde van het seizoen over. In theorie was hij speler-trainer, in praktijk kwam hij nog amper aan de bal. Dokters stelden vast dat de linkerheup van de middenvelder er slecht aan toe was en raadden hem aan om te stoppen met voetballen. Op 5 december 2000 zette Scifo een punt achter zijn spelerscarrière.

### Wedstrijden en doelpunten
| Seizoen | Club               | Competitie    | Wed. | Goals |
| ------- | ------------------ | ------------- | ---- | ----- |
| 1983/84 | Anderlecht         | Eerste klasse | 25   | 5     |
| 1984/85 | Anderlecht         | Eerste klasse | 30   | 14    |
| 1985/86 | Anderlecht         | Eerste klasse | 31   | 5     |
| 1986/87 | Anderlecht         | Eerste klasse | 33   | 8     |
| 1987/88 | Internazionale     | Serie A       | 28   | 4     |
| 1988/89 | Bordeaux           | Ligue 1       | 24   | 7     |
| 1989/90 | Auxerre            | Ligue 1       | 33   | 11    |
| 1990/91 | Auxerre            | Ligue 1       | 34   | 14    |
| 1991/92 | Torino             | Serie A       | 30   | 9     |
| 1992/93 | Torino             | Serie A       | 32   | 7     |
| 1993/94 | AS Monaco          | Ligue 1       | 31   | 6     |
| 1994/95 | AS Monaco          | Ligue 1       | 11   | 2     |
| 1995/96 | AS Monaco          | Ligue 1       | 34   | 7     |
| 1996/97 | AS Monaco          | Ligue 1       | 15   | 5     |
| 1997/98 | Anderlecht         | Eerste klasse | 30   | 4     |
| 1998/99 | Anderlecht         | Eerste klasse | 27   | 8     |
| 1999/00 | Anderlecht         | Eerste klasse | 17   | 2     |
| 2000/01 | Sporting Charleroi | Eerste klasse | 12   | 3     |
| TOTAAL  | TOTAAL             | TOTAAL        | 477  | 121   |

### Palmares als speler
| Nationaal                   |    |                        |
| Belgisch kampioen           | 4x | 1985, 1986, 1987, 2000 |
| Belgische Supercup          | 1x | 1985                   |
| Coppa Italia                | 1x | 1993                   |
| Frans kampioen              | 1x | 1997                   |
| Individueel                 |    |                        |
| Gouden Schoen               | 1x | 1984                   |
| Profvoetballer van het Jaar | 1x | 1991                   |
| Beste jongere op het WK     | 1x | 1986                   |

## Nationale ploeg
Hoewel Enzo Scifo in België geboren werd, droeg hij aanvankelijk enkel de Italiaanse nationaliteit. Daardoor kwam hij ook in aanmerking voor La Squadra Azzurra. Scifo droomde ervan om ooit voor Italië te spelen en kon op een gegeven moment zelfs rekenen op de interesse van Italiaans bondscoach Emiliano Mondonico. Uiteindelijk liet hij zich op 18-jarige leeftijd tot Belg naturaliseren, wat door sommigen Italianen als verraad werd beschouwd. De naturalisatie werd snel tot stand gebracht, zodat hij naar het EK kon. Mede onder druk van de voetbalpers, Anderlecht en de Belgische voetbalbond werd Scifo in korte tijd Belg. Hetzelfde was twee jaar eerder niet gelukt voor de Spaanse Belg Juan Lozano, die door een mislukte naturalisatie het WK 1982 aan zijn neus had zien voorbijgaan.

### EK 1984
Op 6 juni 1984 maakte de middenvelder van Anderlecht zijn debuut voor de Rode Duivels. Hij mocht toen van bondscoach Guy Thys starten in een vriendschappelijk duel tegen Hongarije. Het duel werd gespeeld ter voorbereiding van het EK in Frankrijk. Scifo, die nog maar één cap achter zijn naam had staan, mocht in juni 1984 mee naar het Europees kampioenschap. In de eerste wedstrijd op het toernooi begon hij op de rechterflank. België nam het op tegen Joegoslavië, destijds een groot voetballand. Scifo, op dat ogenblik de jongste speler ooit op een EK, maakte in dat duel veel indruk. Hij was een gesel voor de Joegoslaven en leidde de Duivels naar een mooie 2-0 zege. Achteraf werd hij in de Nederlandse pers zelfs vergeleken met stervoetballers als Johan Cruijff en Pelé. In het volgende duel stond Scifo tegenover een andere stervoetballer met wie hij tijdens het toernooi regelmatig vergeleken werd: de Fransman Michel Platini. Het gastland vernederde de Belgen met 5-0, na een hattrick van Platini. Scifo kwam niet in het stuk voor en werd na 50 minuten vervangen door René Verheyen. Toen de Duivels vervolgens ook de derde groepswedstrijd verloren, bleef er niets meer over van de sterke start tegen Joegoslavië. Denemarken won met 3-2, na een late treffer van Preben Larsen, en wipte België uit het toernooi.

### WK 1986
Na het teleurstellende EK was Scifo niet meer weg te denken uit de nationale ploeg. Hij stond in de WK-kwalificatiecampagne elke wedstrijd aan de aftrap. In het eerste duel tegen Albanië won België met 3-1. Scifo maakte toen zijn eerste treffer voor de nationale ploeg. Nadien gingen de resultaten erop achteruit. België speelde eerst 0-0 gelijk tegen Griekenland, nadien verloor het met 2-0 van Albanië. In die laatste wedstrijd werd Scifo aan de rust opgeofferd voor Lei Clijsters. In het volgende duel toonde Scifo weer zijn waarde. België won met 2-0 van Griekenland, Scifo scoorde net voor affluiten het laatste doelpunt. Nadien volgden twee duels tegen Polen. Thuis wonnen de Duivels met 2-0. In Polen eindigde de confrontatie op een scoreloos gelijkspel, waardoor de Oost-Europeanen naar het WK mochten en de Belgen nog eerst twee barragewedstrijden moesten afwerken.
In de twee barragewedstrijden stond België tegenover Nederland. De heenwedstrijd in het Constant Vanden Stockstadion eindigde op 1-0 in het voordeel van de Belgen. Scifo miste het duel door een blessure. Een maand later, in november 1985, volgde de heenwedstrijd in De Kuip. Opnieuw was Scifo niet van de partij. Hij zag hoe België met 2-1 verloor en zich plaatste voor het WK in Mexico.
De sfeer voor het wereldkampioenschap was niet opperbest. Scifo kreeg steeds vaker kritiek te verduren van ploegmaat René Vandereycken. Hij vond dat Scifo net als Frank Vercauteren zijn verdedigende taken verwaarloosde. Doordat hij bovendien te veel in de breedte speelde en te weinig diepgang zocht, vertraagde hij het spel. De houding van Vandereycken vormde al snel een probleem bij zowel Anderlecht als de Rode Duivels. Bondscoach Guy Thys wilde hem voor de openingswedstrijd tegen gastland Mexico vervangen door Lei Clijsters, maar die viel nog voor de confrontatie uit met buikloop. België verloor de wedstrijd met 1-2. In de tweede groepswedstrijd won België met 2-1 van Irak. Scifo opende na een kwartier de score, maar liet opnieuw geen geweldige indruk na. Het gepingel van de Italiaanse Belg werkte bij momenten op de heupen van zijn ploegmaats. Onder meer tv-commentator Rik De Saedeleer stak zijn kritiek voor Scifo niet onder stoelen of banken. In de derde groepswedstrijd kwamen de Belgen niet beter voor de dag, ondanks enkele wissels die Thys had doorgevoerd. De Duivels speelden 2-2 gelijk tegen Paraguay en werden daardoor derde in hun groep. Dat was net voldoende om door te stoten naar de volgende ronde.
In de tweede ronde volgde het memorabele duel tegen de Sovjet-Unie. De Russen kwamen verdiend op voorsprong, maar Scifo maakte na de rust gelijk. Nadien ging het gelijk op. België won uiteindelijk na spannende verlengingen met 4-3. Dezelfde elf spelers mochten ook in de kwartfinale tegen Spanje beginnen. Het werd 1-1 na verlengingen. In de strafschoppenreeks, waarin Scifo de tweede penalty omzette, miste België geen enkele keer. De Duivels plaatsten zich na de bevrijdende trap van Leo Van der Elst voor de halve finale.
In de halve finale werden de Belgen ingeblikt door Diego Maradona. De Argentijnse superster scoorde na de rust twee keer en voorkwam zo dat de Rode Duivels voor het eerst de finale van een WK bereikten. Drie dagen later volgde de troostfinale tegen Frankrijk, dat ditmaal zonder Michel Platini aan de aftrap verscheen. De Belgen waren vermoeid, maar wisten toch nog verlengingen uit de brand te slepen. Frankrijk won uiteindelijk met 4-2. Scifo werd na iets meer dan uur vervangen door Leo Van der Elst. Na afloop van het WK werd Scifo uitgeroepen tot beste jongere, waarmee hij in de voetsporen trad van illustere voetballers als Pelé en Franz Beckenbauer.

### WK 1990
Scifo's relatie met de nationale ploeg verbeterde niet in de loop der jaren. De Rode Duivels wisten zich na een teleurstellende kwalificatiecampagne niet te plaatsen voor het EK 1988 en focusten zich al snel op het volgende toernooi. Guy Thys voerde enkele generatiewissels door en verjongde zijn selectie. Na vijf kwalificatiewedstrijden, waarin hij acht punten pakte, ging de bondscoach met pensioen en liet hij zijn nationale ploeg over aan Walter Meeuws. De nieuwe bondscoach begon met klinkende zeges tegen Denemarken (3-0) en Portugal (3-0). Maar Meeuws voerde ook een nieuw beleid door. Scifo, die op dat ogenblik een bloeiperiode kende bij Auxerre, eiste dat hij de leider van het team zou worden. Hij wilde de plaats van aanvoerder Jan Ceulemans, net achter de spitsen, innemen. Voor een interland tegen Griekenland wilde Scifo ook de zekerheid dat hij zou spelen, anders wilde hij in Auxerre blijven. Het kwam tot een conflict tussen Meeuws en Scifo, zeker toen die laatste de Franstalige pers achter zich schaarde. Meeuws, wiens aanpak steeds minder resultaten opleverde, kwam onder druk te staan. In februari 1990 werd hij ontslagen en haalde de voetbalbond Thys terug.
De nationale ploeg trok in dienst van de 24-jarige Scifo naar het WK in Italië. Ceulemans verzeilde onder Thys zelfs op de bank. Met Scifo achter de spitsen won België zijn eerste duel met 2-0 van Zuid-Korea. In het tweede duel won België, dat met een man minder speelde na de uitsluiting van Eric Gerets, met 3-1 van Uruguay. Scifo maakte met een knap afstandsschot de 2-0, waarna Rik De Saedeleer de legendarische woorden "En zijn Nederlands wordt altijd maar beter!" riep. Een Italiaanse krant merkte het doelpunt ook op en schreef "Hai visto Scifo, Inter?" (Heb je Scifo gezien, Inter?), verwijzend naar Scifo's niet zo succesvolle doortocht bij Inter. In de derde groepswedstrijd verloren de Duivels met 2-1 van Spanje.
In de tweede ronde namen de Belgen het op tegen Engeland. De goed spelende Belgen waren favoriet tegen Engeland en toonden zich ook de beste ploeg, maar een doelpunt leverde dat niet op. Er kwamen verlengingen en ook daarin leek er niet gescoord te worden, tot David Platt in de 119e minuut genadeloos toesloeg. De zwaar ontgoochelde Duivels waren uitgeschakeld, hoewel ze volgens tal van critici over een betere selectie dan vier jaar eerder beschikten.

### WK 1994
In 1991 nam met Paul Van Himst een oude bekende van Scifo de leiding over bij de nationale ploeg. De gewezen trainer van Anderlecht wist zich met de Rode Duivels wel niet te plaatsen voor het EK 1992. Voor het WK in de Verenigde Staten schoten de Belgen niet tekort. Scifo miste bijna geen enkele minuut van de kwalificatiecampagne. Ook onder Van Himst was hij immers een titularis. In de uitwedstrijd tegen Cyprus scoorde hij al na een handvol minuten twee keer. België won het duel uiteindelijk met 0-3. Hij was ook aanvoerder in de laatste, belangrijke kwalificatiewedstrijd tegen Tsjecho-Slowakije. België speelde toen met een man minder 0-0 gelijk en plaatste zich zo voor het WK.
Ook op het WK zelf miste Scifo, die samen met Danny Boffin voor ophef zorgde met zijn rode voetbalschoenen, geen enkele speelminuut. In de eerste groepswedstrijd zag hij hoe België zonder veel overschot won van Marokko. In het tweede duel wonnen de Duivels verrassend met 1-0 van Nederland. In de laatste groepswedstrijd, waarin Scifo opnieuw de aanvoerdersband droeg, verloor België met het kleinste verschil van Saoedi-Arabië. De kleine uitschuiver zorgde ervoor dat België zich pas als tweede in zijn groep plaatste voor de volgende ronde. Daardoor moesten de Belgen het opnemen tegen Duitsland. Dat duel verloren de Duivels met 3-2, mede door een dubieuze beslissing van de scheidsrechter.

### WK 1998
Van Himst miste ook het EK 1996 en werd nog voor het toernooi vervangen door Wilfried Van Moer. Toen ook onder hem de resultaten tegenvielen werd hij nog voor het einde van het jaar ontslagen. In februari 1997 nam Georges Leekens het roer over.
Hij slaagde er wel in om zich te plaatsen voor het WK in Frankrijk. Leekens overleefde de kwalificatiecampagne, waarin België het moest opnemen tegen Nederland, Turkije, Wales en San Marino. Tegen Oranje verloor België telkens, maar tegen de concurrenten uit Turkije kwam de nationale ploeg beter voor dag. België won zowel thuis als op verplaatsing van Turkije en eiste zo de tweede plaats in groep 7 op. Ook tegen Wales en San Marino lieten de Duivels van Leekens geen punten liggen.
Door de tweede plaats in hun groep werden de Belgen verplicht om twee barragewedstrijden te spelen tegen Ierland. Enzo Scifo, die midden jaren 90 de aanvoerdersband van Georges Grün had overgenomen, miste het eerste duel door een blessure. De Belgen speelden 1-1 gelijk, waarna Leekens voor de terugwedstrijd in Brussel besloot om opnieuw een beroep te doen op de spelers uit de heenwedstrijd. Scifo kwam dus ook in de tweede wedstrijd niet aan spelen toe. België won het duel met 2-1 en plaatste zich voor het WK.
In de aanloop naar het wereldkampioenschap liep het echter grondig fout tussen Leekens en Scifo. De aanvoerder werd niet opgeroepen voor een vriendschappelijk duel tegen de Verenigde Staten en dreigde, net als Philippe Albert enkele maanden eerder, om uit de nationale ploeg te stappen. Tijdens de wedstrijd tegen de Verenigde Staten scandeerden Belgische supporters de naam van de afwezige Scifo. Jean De Winne, een bestuurslid van Anderlecht, organiseerde vervolgens een verzoeningsgesprek tussen Scifo en Leekens, waarna de Italiaanse Belg zich opnieuw beschikbaar stelde voor de nationale ploeg. In de pers klonk het destijds anders, daar werd de terugkeer van Scifo verklaard door de toenemende druk van de sponsors van de nationale ploeg.
Scifo ging naar zijn vierde WK. In de laatste oefenwedstrijd voor het toernooi, tegen Paraguay, scoorde hij het enige doelpunt. Dat betekende echter niet dat hij zeker was van een plaats in het team. In de eerste groepswedstrijd op het WK belandde Scifo op de bank. De Duivels speelden na een slecht duel tegen Nederland 0-0 gelijk. Scifo begon zich steeds nerveuzer te gedragen en hoopte luidop op een basisplaats voor de wedstrijd tegen Mexico. Toen aanvoerder Franky Van der Elst geblesseerd uitviel, eiste Scifo zijn plaats op. Uiteindelijk plaatste Leekens beide spelers in zijn elftal. België speelde opnieuw gelijk (2-2).
In het laatste duel moest België winnen van Zuid-Korea. Van der Elst belandde op de bank, Scifo stond opnieuw in de basis en kreeg de aanvoerdersband. De Italiaanse Belg speelde een sterke wedstrijd en stond met de Rode Duivels 1-0 voor toen Leekens plots besliste om Scifo eraf te halen en Van der Elst in de strijd te gooien. De controversiële vervanging resulteerde enkele minuten later in de Zuid-Koreaanse gelijkmaker. België kwam niet meer terug en lag definitief uit het toernooi. Scifo was achteraf niet te spreken over de wissel en haalde in zijn biografie hard uit naar zowel Leekens als Van der Elst. Hij noemde de bondscoach een "pronkerig acteur die uitblinkt in cynisme en plezier schept in het kleineren van mensen". Van der Elst bestempelde hij dan weer als "een verrader". Scifo voegde eraan toe dat hij na de wissel tegen Zuid-Korea zin had om Leekens een uppercut te verkopen. Scifo weigerde nog onder Leekens te werken en zette na het WK een punt achter zijn interlandcarrière.

## Trainerscarrière

### Sporting Charleroi
Na het beëindigen van zijn spelersloopbaan ging Scifo verder als trainer annex aandeelhouder van Charleroi. Aanvankelijk was hij verbitterd omdat hij zijn carrière vroegtijdig had moeten beëindigen. Zelfs een laatste afscheidswedstrijd zat er om medische redenen niet in. Maar naarmate het seizoen vorderde, doken bij Scifo toch weer plannen op om opnieuw te spelen.
Als trainer kende Scifo geen al te goede start. Het voetbal was niet langer oogstrelend en de trainer had voortdurend conflicten met zijn spelersgroep. In mei 2001 verloor Charleroi met 4-0 van Eendracht Aalst. Scifo zette na afloop Roberto Bisconti uit de ploeg en insinueerde dat er sprake was van omkoping. Bondsprocureur René Verstringhe stelde na zijn uitspraken een onderzoek in. Later op het seizoen verloor de ploeg van Scifo ook met 1-7 tegen Sint-Truidense VV. Scifo's aanpak als trainer en gebrek aan tactisch inzicht werden dan ook hevig bekritiseerd. Zowel supporters als de Waalse pers namen de gewezen international op de korrel. In de zomer van 2001 probeerde Scifo het tij te doen keren door meer dan 10 spelers te laten vertrekken en er minstens even veel aan te trekken. Het opvallende transferbeleid leidde niet meteen tot beter voetbal. De club werkte opnieuw een wisselvallig seizoen af en eindigde als twaalfde. Voorzitter Bayat wilde een nieuwe trainer, maar omdat Scifo ook aandeelhouder was, kon de club hem niet zomaar aan de deur zetten. Even werd gedacht om hem technisch directeur te maken, maar dat wilde Bayat niet, die op zoek ging naar iemand om Scifo's aandelen over te nemen. In juni 2002 nam Bayat zelf de net geen 20% aandelen van Scifo over, hetgeen het definitieve einde betekende van de samenwerking tussen Scifo en Charleroi.

### AFC Tubeke
Scifo probeerde vervolgens een UEFA-trainersdiploma te halen, maar haakte tijdens de opleiding al snel af. Begin mei 2004 vond hij een nieuwe werkgever. Voorzitter Raymond Langendries bood hem de functie van sportief directeur aan bij tweedeklasser AFC Tubize. De club uit Tubeke had zich net geplaatst voor de eindronde en beschikte met Yves Buelinckx over de topschutter in tweede klasse. De Waals-Brabanders wisten via de eindronde geen promotie af te dwingen. In juni 2004 stelde de club Patrick Wachel aan als nieuwe trainer. De club wilde zo snel mogelijk naar eerste klasse stijgen, maar slaagde daar niet meteen in. Wachel werd begin december 2004 ontslagen en opgevolgd door Scifo, die ook technisch directeur bleef. Maar ook de Italiaanse Belg kon Tubeke in het seizoen 2004/05 niet naar eerste klasse leiden. Tijdens het tussenseizoen liet hij aanvoerder Samuel Remy vertrekken naar Oud-Heverlee Leuven. Scifo wilde een nieuwe wind laten waaien, maar raakte ook in het seizoen 2005/06 met Tubeke niet verder dan de subtop. Dat leidde soms tot heel wat frustratie bij de gewezen Gouden Schoen. Zo ging hij na een bewogen nederlaag tegen KV Oostende op de vuist met de keeperstrainer van de tegenstander. Een maand later, in januari 2006, trok hij zich als trainer terug en focuste hij zich opnieuw op zijn baan als technisch directeur. Assistent André Laus werd als hoofdcoach benoemd. In mei 2006 werd Scifo ook genoemd als kandidaat-bondscoach van Kameroen.

### Excelsior Moeskroen
De gewezen international, die inmiddels ook analist voor de Franstalige media was, tekende in december 2007 een contract voor 1,5 jaar bij eersteklasser Excelsior Moeskroen. Voorzitter Philippe Dufermont zag in Scifo een geschikte opvolger voor Marc Brys, die even voordien was ontslagen. Hij kreeg de opdracht om onder meer de Spaanse spelers Miguel Palencia, Carlos Coto en Berna, die Moeskroen bij respectievelijk Real Madrid, FC Barcelona en Valencia was gaan halen, in het team in te passen. Eind januari 2008, net voor het sluiten van de transferperiode, haalde Scifo ook zijn oud-ploegmaat Walter Baseggio naar Moeskroen. Baseggio werd onder Scifo de spelverdeler van het team. Wat later weigerde Scifo de door de voorzitter aangeboden David Eto'o, broer van Samuel Eto'o, vast te leggen. Een transfer van Alin Stoica sprong aanvankelijk af door de te hoge looneisen van de Roemeen. In januari 2008 tekende hij dan toch bij de Henegouwers. Bij Standard plukte Moeskroen ook Jonathan Walasiak weg. Scifo zette de spelerskern naar zijn hand, maar raakte met Moeskroen niet verder dan een elfde plaats. Ook in het seizoen 2008/09, waarin de Henegouwers onder meer Christophe Lepoint en Maxime Lestienne zagen doorbreken, eindigde Moeskroen als elfde. Na afloop van het seizoen gingen Scifo en Moeskroen, dat ook in financiële problemen zat, uit elkaar. De coach vond dat hij te weinig sportieve garanties kreeg van het bestuur. Een half jaar later werd de club opgedoekt.

### RAEC Bergen
Vervolgens zat Scifo enkele jaren zonder club en investeerde hij in de hotel- en restaurantsector. In juni 2011 was hij in beeld bij zijn ex-club Auxerre, maar tot een akkoord kwam het niet. In diezelfde periode werd hij ook genoemd als opvolger van Dennis van Wijk bij RAEC Mons, maar de Nederlander smoorde die geruchten in de kiem door zijn contract voor aanvang van het seizoen 2011/12 te verlengen.
Van Wijk zette een uitstekende prestatie neer bij Bergen. Onder zijn toezicht belandden de Henegouwers, die een seizoen eerder nog in tweede klasse vertoefden, veilig in de middenmoot. De club beschikte bovendien met Jérémy Perbet over de topschutter. Maar ondanks de goede prestaties hoorde Van Wijk in de wandelgangen steeds vaker de naam van Scifo opduiken. Toen hij zich in februari 2012 met Bergen van het behoud verzekerde, liet hij via een persconferentie weten dat hij niet van plan was om zijn contract te verlengen. Het bestuur van Bergen, dat niet tevreden was met deze gang van zaken, zette Van Wijk opzij en nam Scifo in huis als nieuwe trainer. Het team behaalde onder Scifo vervolgens de halve finale van Play-Off 2 in het seizoen 2011-2012.
In het seizoen 2012-2013 eindigde Scifo met Bergen op een 7e plaats in de Jupiler Pro League.
Na een slechte competitiestart in het seizoen 2013-2014 waarin Bergen 2 op 24 haalde, werd Scifo op 23 september 2013 ontslagen en opgevolgd door Cedomir Janevski.

### België onder 21
In juli 2015 werd Scifo door bondscoach Marc Wilmots naar voren geschoven om Johan Walem op te volgen als trainer van de nationale beloften. Binnen de Koninklijke Belgische Voetbalbond (KBVB) was echter niet iedereen overtuigd dat hij de geschikte persoon was. Onder meer het feit dat hij het Nederlands niet machtig is, was een struikelblok voor enkele leden van de Raad van Bestuur. Op 4 augustus 2015 werd dan toch besloten om hem aan te stellen als beloftencoach.
Na Euro 2016 werd Marc Wilmots ontslagen als bondscoach van de Rode Duivels. Scifo stapte uit solidariteit met Wilmots op 19 juli 2016 zelf op als beloftencoach bij de Koninklijke Belgische Voetbalbond.
Later in 2016 kwam Scifo in beeld om assistent-trainer te worden bij RSC Anderlecht aan de zijde van Claude Puel. Puel weigerde immers het aanbod van Anderlecht waardoor deze onderhandelingen afsprongen. Ook in 2018 leek er een terugkeer te komen naar zijn grote liefde Anderlecht als toenmalig manager Michael Verschueren een afspraak maakte met Scifo om te kunnen praten over een functie binnen de club. Scifo hoorde nadien niks meer van Verschueren en teleurgesteld zonderde Scifo zich (even) af van de voetbalwereld.

### Royal Excel Moeskroen
In juni 2021 maakte Enzo Scifo zijn rentree in het voetbal bij Royal Excel Moeskroen in de Belgische Eerste klasse B. Mbo Mpenza werd er eerder aangesteld als directeur voetbal en haalde Enzo Scifo terug als de nieuwe hoofdtrainer.
Het werd zijn eerste opdracht nadat hij in 2016 ontslag had genomen als coach van de Belgische Nationale Beloftenploeg. Scifo tekende bij Les Hurlus een contract voor twee seizoenen (met optie voor nog één jaar) met de ambitie om het gedegradeerde Moeskroen terug naar Eerste klasse A te loodsen. Er wachtte hem geen evidente opdracht want de spelerskern diende nagenoeg volledig te worden heropgebouwd. Bij zijn aanstelling predikte Scifo om geduld voor dit project.
Moeskroen miste zijn start volledig met een 2 op 21. Na een nederlaag en een aanvaring met een supporter tijdens een vriendschappelijke wedstrijd tegen KFC Mandel United uit Eerste nationale werd na vier maanden de samenwerking met Scifo stopgezet. Een week later moest ook Mbo Mpenza de club verlaten. Philippe Saint-Jean volgde Mpenza op als technisch directeur en stelde José Jeunechamps aan als de opvolger van Enzo Scifo.
Enkele weken later zette Scifo een punt achter zijn trainerscarrière.

### Raal La Louvière
Op 10 juni 2024 maakt Scifo zijn terugkeer in het voetbal bij RAAL La Louvière, de club waar het voor hem als jeugdspeler allemaal begon. Scifo werd in zijn nieuwe functie voorgesteld als 'Hoofd talentonwikkeling'.
“Het is een plezier om bij La Louvière terug te keren”, zegt Scifo in een communiqué van zijn nieuwe werkgever. “Het is hier dat het voor mij allemaal begonnen is. Ik heb La Louvière al op jonge leeftijd verlaten, maar ben de club altijd in mijn hart blijven dragen. De club heeft een mooi project, met een goede infrastructuur en een nieuw stadion in de steigers. Dit is het ideale moment om daarin mee te stappen. Ik hoop dat mijn expertise en ervaring kunnen bijdragen tot de groei van de club.”  Volgens die club is Scifo “dankzij zijn ervaring op nationaal en internationaal niveau de ideale man om jonge spelers te inspireren en te begeleiden”.